# Гајнсијелем
Гајнсијелем је општина на југоисточној обали острва Гоцо на Малти, укључујући и цело острво Комино. Он има популацију од 3.153 становника према попису из 2013. године.